# متمم دهم قانون اساسی ایالات متحده آمریکا

اصل منشور در اداره آرشیو ملی آمریکا

متمم دهم قانون اساسی ایالات متحده آمریکا (به انگلیسی: Tenth Amendment to the United States Constitution) یکی از اصلاحیه‌های در منشور حقوق ایالات متحده آمریکا است. این متمم در ۱۵ دسامبر ۱۷۹۱ تصویب شد.

## متن
بر طبق این سند:
«اختیاراتی که به موجب قانون اساسی به ایالات متحده اعطا نگردیده یا برای ایالت‌ها ممنوع نشده باشد، برای ایالت‌های ذی‌ربط، یا مردم محفوظ خواهد بود.»